# ダホメ王国

ダホメ王国

現在のベナンの領域。茶色がダホメ王国の1894年の版図。

ダホメ王国（ダホメおうこく、フォン語:Danxomɛ̀ xɔsuɖuto）は、現在のアフリカ・ベナンにあったアフリカ人の王国である。ダホメ王国は17世紀に創建され、19世紀にフランスの軍隊がセネガルから来て王国を征服しフランス領西アフリカに組み入れるまで存続した。
西アフリカの歴史においては、奴隷狩りと専制軍事国家として特異な位置を占めている。

## 歴史
ダホメ王国の起原はアラダの海岸沿いの王国から来たアジャ人の一群が北に移動し、内陸のフォン人の中に入植したところにまで遡ることが出来る。
1650年頃、アジャ人はフォン人を支配し、ウェグバジャが自らをアジャ人の住む領域の王であると宣言した。アグボメ（現アボメイ）を都としたウェグバジャと後継者たちは、動物の犠牲を伴う王の崇拝儀礼に深く根ざした中央集権的な国家を築くことに成功した。これには王の祖先への人身供犠も伴っていた。王国の土地全体を直接王が所有し、王は収穫から徴税した。
しかし経済的には、歴代の王たちの主要な収入源は奴隷貿易であり、西アフリカ沿岸の奴隷商人との関係であった。ダホメ王国の王たちは戦争をして領土を広げるに伴い、ライフルや他の火器を使用するようになり、捉えた捕虜たちと火器を交換し、捕虜たちは南北アメリカ大陸に奴隷として売られていった。
アガジャ王（在位1708年-1732年）の治下、王国は王家の発祥の地であるアラダを征服し、アフリカ西海岸にいるヨーロッパの奴隷商人と直接関わりをもつようになった。とはいえアガジャ王は、奴隷貿易においてダホメ王国の最大のライバルであった隣国のオヨ王国に勝利することが出来なかった。1730年、アガジャ王はオヨ王国に進貢するようになったが、ダホメ王国は独立を維持したままであった。隣国の従属国となったとはいえ、ダホメ王国は膨張を続け繁栄しつづけた。この繁栄は奴隷貿易と、後に導入されたパーム栽培の農園から産するパーム油の輸出によっていた。王国の経済的構造のために、土地は王に属しており、王は事実上すべての貿易を独占した。王は征服したウィダー（Ouidah）を交易港として奴隷貿易（マルーンの項を参照）を行なった。
ダホメ王国が最盛期を迎えたのは、1818年に即位し、残虐さで悪名高かったゲゾ王の時代である。即位したその年に、北からのソコト帝国軍の侵攻と内乱で混乱したオヨ王国からダホメは独立を果たした。ゲゾは常備軍を作り、奴隷狩りを広く行う一方、ふたたびアブラヤシの農園を拡張し、奴隷交易に代わる財政基盤を確立しようとした。しかし、奴隷制廃止を要求するイギリスとの対立や、保守派の影響もあり、ゲゾは奴隷貿易を廃止しなかった。暗殺ともされる1858年の彼の死後もダホメ王国は奴隷貿易を継続したが、イギリス、フランスなどが圧力を強め、アベオクタなど周辺諸国の抵抗も激しくなった。

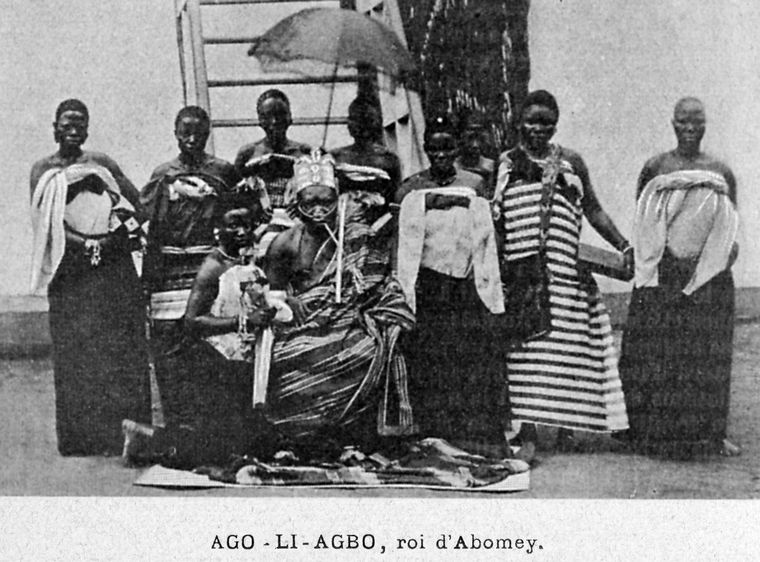
アゴリ・アグボ王と女官

ダホメ王国は最終的にフランスに1890年から1894年にかけて征服された（第1次フランス＝ダホメ戦争、第2次フランス＝ダホメ戦争）。ダホメ王国に対して闘った軍隊の成員のほとんどはアフリカ人であった。これらのアフリカ人の兵士たちのダホメ王国に対する敵意、とりわけヨルバ人の敵意が、王国の凋落を導いたと推量される。そして、12代目のアゴリ・アグボ（在位1894年–1900年）がフランス軍により1900年に廃位・追放されたことでダホメ王国は完全に滅亡した。その後、アゴリ・アグボは現地の祭祀の長として帰国を許され、彼の子孫は歴代国王の祭祀を現在も執り行っている。2019年以降はダー・サグバジュー・グレルが事実上の王位請求者であったが、2021年12月17日に死去し、ジョルジュ・コリネ・ベハンジン（Georges Collinet Béhanzin）が後を継いだ。
この地域は、1958年に自治国となり、1960年に再び独立を回復してダホメ共和国が成立した。1975年にベナン人民共和国に改称し、1990年にベナン共和国と改名した。

## 体制

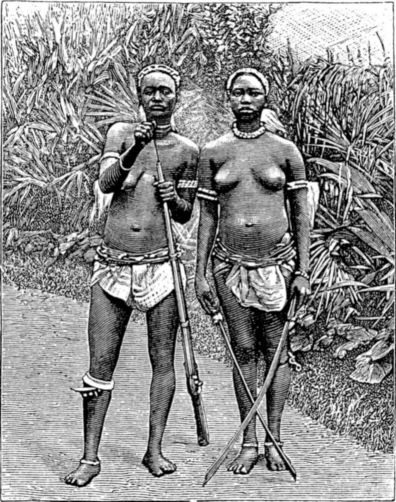
ダホメの女性軍団の兵士

それまでのアフリカ諸王国と異なり専制君主制で、中央集権政治だった。後継者は王の在位中に任命され、嫡子のみに継承権を与えられた。王は即位後に新たな名を名乗っていた（例として、ゲゾの旧名は「ガクペ」といった）。
かつては制限された王権で評議会は、後継者を拒否することもできたが、西アフリカ沿岸諸国と同じく強大になるために必要な銃器、それを得るために奴隷狩り、そのための戦争を絶えず行い、外敵の脅威に直面することで王の意思が法であり、国民の生命と財産を私物とし、貿易と銃器の独占、スパイ網を用いた恐怖政治による国内統制へと変質していった。この体制を支えていたのはよく組織された軍隊であり、特に銃器で武装した女性軍団の兵士たちが有名で、「アマゾン」として知られる。この背景には、男性が絶え間ない戦闘で減少して女性の地位が相対的に向上したことが背景にあるとされ、ウェグバジャ王の娘ハングベの時代に始まったと考えられている。
ダホメの官僚制は双分制にもとづき、役人は必ず男女で実務を行なった。国家財政は宮廷と結びつき、行政官、会計監査官、収税吏、警察などの役割が定められていた。無文字社会だったが統計や会計制度を整えており、人口統計は箱に小石を入れて記録し、性別や職業別の労働者数はシンボルつきの袋で把握した。家畜の統計では、牛やヤギなど種類別のシンボルをつけた袋に小石やタカラガイを入れた。蓄えられた情報は、徴税や徴兵の割り振りや、年1回の貢租大祭の開催でも活用された。
通貨にはタカラガイの貝貨を採用した。貝貨は市場での食料品購入など国内の支払い手段として使われた。金に対するレートは金1オンス＝貝貨32000個が安定して維持された。卸売が小売に売る際の貝貨は10×8を100個と数える計数法であり、小売人は20%の代価を確保できるように定められていた。市場の小売人は多くが女性であった。近隣諸国を含めて外貨の流通は禁止されていた。
山形浩生は、ベナン王国の経済体制を社会主義経済に例えている。

## ダホメ王国の王
ダホメの権力者の歴史については多くが口伝により伝えられている。なおハングベ、アダンドザンなどは権力闘争によるダムナティオ・メモリアエにより記録が消去されている。
- ガニヘス、 ？- 1620年
- ダコドノウ、1620年-1645年
- ウェグバジャ（英語版）、1645年-1685年（事実上の初代国王とみなされる）
- アカバ、1685年-1716年
  - ハングベ（英語版）、1716年-1718年（女性摂政、王ともされる）
- アガジャ（英語版）、1718年-1732年
- テグベス、1732年-1774年
- クペングラ、1774年-1789年
- アゴングロ、1789年-1797年
- アダンドザン、1797年-1818年
- ゲゾ、1818年-1856年
- グレレ、1856年-1889年
- ベハンジン（英語版）、1889年-1894年
- アゴリ・アグボ、1894年-1900年